# Yongle
Yongle (chinês: 永樂 / 永乐; 2 de Maio de 1360 – 12 de Agosto de 1424) foi o terceiro imperador da Dinastia Ming da China, reinando entre 1402 e 1424. Seu nome Yongle significa "felicidade perpétua", até hoje largamente reconhecido como o maior imperador da Dinastia Ming, e um dos mais bem vistos da história chinesa.
Antes foi o príncipe de Yan (燕王) em maio de 1370, e nesta época já possuía uma pesada base militar em Pequim. Ficou então conhecido como o Cheng Tzu da Dinastia Ming(明成祖). Durante a guerra civil que começou junto de seu reinado contra o seu irmão imperador jianwen , o sucessor de imperador Hongwu. Sua usurpação do trono de seu irmão é também conhecida como a "Segunda Fundação" da Dinastia Ming.
Imperador Yongle mudou a capital de Nanquim (em chinês: 南京) para Pequim (ou Beijing; chinês: 北京), onde construiu a Cidade Proibida e onde foi completada a monumental Enciclopédia Yongle. Também comissionou as viagens exploratórias de Zheng He e durante todo o seu reinado a expansão chinesa baseou-se na exploração marítima, negociação com portos em toda a Ásia e manipulação de regentes locais para governantes favoráveis aos interesses comerciais chineses.
O Imperador Yongle  foi cremado em Changling (長陵) , "O grande Mausoleu" onde descansam ainda suas cinzas. Este é o maior e mais importante mausoléu da dinastia Ming.